# Vojtěch Šik
Vojtěch Šik (* 3. ledna 1991) je někdejší český lední hokejista hrající na postu obránce a posléze trenér tohoto sportu. Mezi jeho záliby patří chov slepic.

## Život
S hokejem začínal v klubu HC Karlovy Vary, za nějž nastupoval i ve svém mládežnickém věku. Mezi muži se prvně objevil v sezóně 2011/2012, když byl coby karlovarský junior zapůjčen do sokolovského Baníku. Ročník 2012/2013 strávil zpět v karlovarském celku hrajícím Mládežnickou hokejovou ligu (MHL). Následující dvě sezóny (2013/2014 a 2014/2015) hrál v rámci hostování za muže Sokolova. Poté na ročník 2015/2016 přestoupil do Třebíče, ale ještě v jeho průběhu opětovně změnil působiště a přestoupil do sokolovského Baníku. V něm pak strávil další tři ročníky, tedy mezi roky 2016 až 2019, kdy týmu dělal kapitána či alternativního kapitána. Na sezónu 2019/2020 přestoupil do Nejdku a v závěru ročníku se stal hráčem chebského celku, za nějž hrál až do sezóny 2023/2024.
Počínaje ročníkem 2016/2017 se věnoval rovněž trénování, a to u karlovarské mládeže. Od sezóny 2021/2022 trénoval muže Baníku Sokolov. Vydržel zde až do ročníku 2022/2023, během něhož ze Sokolova přešel k mužům Karlových Varů. U nich zůstal i pro sezónu 2023/2024. Po ní v klubu skončil a stal se asistentem trenéra Aleše Tottera v pražské Slavii.